# Tony Tubbs
Tony Tubbs, född 15 februari 1958 i Cincinnati, Ohio, USA, är en amerikansk före detta professionell boxare som under ett knappt år (1985–1986) var WBA-världsmästare i tungvikt.

## Boxningskarriär

### Som Amatör
År 1978 förlorade Tubbs  i kvartsfinalen i VM mot den store dominanten Teófilo Stevenson. Året därpå vann Tubbs den nationella AAU-titeln och även en Världscup-titel.
Tubbs var under en tid sparringpartner till Muhammad Ali och hjälpte bland annat denne att förbereda sig inför returmatchen mot Leon Spinks, en match Ali sedermera vann för att återta sin VM-titel. Tubbs sammanlagda amatörstatistik blev 240 vunna matcher och 13 förluster.

### Snabbt stigande som proffs
Tubbs, med smeknamnet "TNT", gjorde den 14 juni 1980 som 22-åring sin professionella debut med en knockoutseger över Bruce Scott i rond 1. Efter 15 raka segrar, inklusive en poängseger över meriterade Jimmy Young (som bland annat hade besegrat George Foreman) i april 1983, skrev han kontrakt med promotorn Don King och Tubbs steg nu raskt högt upp på rankingen. I mars 1985 mötte han James "Bonecrusher" Smith i en elimineringsmatch för en match om WBA-titeln. Tubbs vann enhälligt på poäng och kunde nu ståta med 20 raka segrar varav 15 på knockout.

### Världsmästare
Den 29 april 1985 utmanade Tubbs Greg Page om WBA:s VM-titel i tungvikt. De båda hade mötts sju gånger som amatörer, med Page som vinnare i sex av mötena; men nu i deras enda professionella möte visade sig Tubbs vara den starkare och blev ny världsmästare efter en enhällig poängseger efter 15 ronder.
I januari 1986 gjorde Tubbs sitt första titelförsvar, mot förre WBC-mästaren Tim Witherspoon. Tubbs vägde in på 111 kg, 7 kg mer än i matchen mot Page, och förlorade titeln efter ett femton-ronders majoritetsbeslut. En returmatch var planerad till december 1986, men Tubbs drog sig ur, hävdande att han hade en skadad axel. Promotorn Don King menade dock att Tubbs bara försökte få mer pengar.
I mars 1988 fick Tubbs chans på alla tre VM-titlarna då han i Tokyo mötte den obestridde mästaren Mike Tyson. Trots en jämn första rond var Tubbs chanslös då Tyson fick in en vänsterkrok som avslutade matchen efter 2.54 i den andra ronden. Inför matchen hade promotorn lovat Tubbs 50 000 dollar extra om han vägde in på mindre än 235 pounds (ca 106 kg). Detta var något Tubbs misslyckades med då vågen stannade på drygt 238 pounds.

### Tiden som ex-mästare, upp och ner
I november 1989 vann Tubbs en poängseger över Orlin Norris i en match om den nordamerikanska tungviktstiteln. Men Tubbs testade positivt för kokain och blev av med titeln när segern ändrades till en "no contest". I april 1991 förlorade Tubbs på poäng mot framtida obestridda världsmästaren Riddick Bowe och därpå också mot nybörjaren Lionel Butler bara för att komma tillbaka och poängbesegra framtida WBA-mästaren Bruce Seldon och den dittills obesegrade Alexander Zolkin. I augusti 1993 åkte Tubbs på en tung förlust då han knockades i första ronden av Jimmy Ellis.
Tubbs sjönk nu stadigt på rankingen innan hann vann en endagars tungviktsturnering i Saint Louis med segrar över bland andra Tyrell Biggs och José Ribalta.

### Slutet
Från 1994 till 1997 gick Tubbs sju matcher av vilka han förlorade tre och en slutande som "no-contest". Han slutade nu med boxningen men kom tillbaka 2002 då han förlorade två av sina tre första matcher, bara för att vinna de nästa fem, bland annat över den obesegrade Brian Minto. Tubbs sista match blev en sex-ronders poängseger över Adam Smith den 4 november 2006.

## Utanför ringen
Tubbs har två gånger suttit i fängelse för kokainrelaterade brott och underlåtenhet att betala underhållsbidrag för vissa av de 16 barn som han säger sig ha. År 2010 dömdes Tubbs ytterligare en gång till fängelse, nu sex månader, för kokaininnehav, självvalt före alternativet rehabilitering för drogberoende.

### Webbsidor
- Tubbs på boxrec.com